# Orchesia guatemalensis
Orchesia guatemalensis là một loài bọ cánh cứng trong họ Melandryidae. Loài này được Champion mô tả khoa học năm 1889.